# Avirostrum lignaria
Avirostrum lignaria är en fjärilsart som beskrevs av Rothschild 1916. Avirostrum lignaria ingår i släktet Avirostrum och familjen nattflyn. Inga underarter finns listade i Catalogue of Life.